# Isla El Caballo
Isla El Caballo är en ö i Mexiko. Den ligger i delstaten Tamaulipas, i den nordöstra delen av landet. Arean är 0,55 kvadratkilometer.